# Jang Hak-young
Jang Hak-young (장학영?; Seul, 24 agosto 1981) è un calciatore sudcoreano, difensore del Seongnam.